# Piment d'Anglet
Le piment doux des Landes et du Seignanx ou piment d'Anglet  est une production maraîchère traditionnelle des Landes et du Pays Basque. 

## Piment vert et doux
Le piment doux long des Landes est un légume ancien cultivé dans le département des Landes comme son nom vernaculaire l’indique et depuis quelques années[réf. souhaitée] dans les Pyrénées Atlantiques. Ce piment de couleur verte est un légume à consommer cru ou cuit. Il se distingue notamment par son caractère doux. Riche en vitamines B1, B2 et C et pauvre en calories, le piment doux Label Rouge est une source de saveur et de bienfait bien connu pour sa douceur par les Landais qui ont su préserver la semence.
Les variétés sélectionnées par les maraîchers sont : 
- la variété "Doux très long des Landes" inscrite au catalogue officiel des variétés.

L'utilisation de ces variétés garantit aux consommateurs une saveur toujours douce.

## Biper Eztia
Les producteurs de piment doux se sont regroupés au sein du syndicat du Piment doux du Pays basque et du Seignanx en 2003 et ont obtenu le Label Rouge en 2016  dans le but d'offrir à leur clientèle une qualité et à leurs producteurs, un label de qualité. Pour cela, ils ont sélectionné les variétés les mieux adaptées à leurs terroirs, puis ils ont harmonisé leurs méthodes de culture. Les consommateurs et consommatrices peuvent reconnaître ce produit par les logos « Label Rouge » et « Biper Eztia, Piment doux » .
Depuis 2004, le syndicat organise chaque année le Championnat du monde de l'omelette aux piments lors de la première journée des fêtes de Bayonne. 

## Utilisation culinaire
C'est un ingrédient de la cuisine landaise et basque. Il est l'un des légumes locaux traditionnels, c'est lui par exemple qui permet de préparer l'omelette aux piments, la piperade, le poulet landais basquaise ou l'axoa.

## Accord mets/vin
La cave de l'appellation d'origine contrôlée Irouléguy, qui parraine chaque édition du championnat du monde de l'omelette aux piments, propose les trois couleurs de ses vins à la dégustation.